# King of the Road (Fu Manchu)
King of the Road  è il sesto album in studio del gruppo musicale stoner rock statunitense Fu Manchu, pubblicato nel 2000.

## Tracce
1. Hell on Wheels – 4:48
2. Over the Edge – 5:01
3. Boogie Van – 4:17
4. King of the Road – 4:03
5. No Dice – 3:09
6. Blue Tile Fever – 5:30
7. Grasschopper – 3:51
8. Weird Beard – 3:32
9. Drive – 3:46
10. Hotdoggin' – 4:52
11. Freedom of Choice (Devo cover) – 3:27

## Formazione
- Scott Hill - voce, chitarra
- Brant Bjork - batteria
- Bob Balch - chitarra
- Brad Davis - basso